# SMS Kronprinz (1914)
SMS Kronprinz là chiếc cuối cùng của lớp thiết giáp hạm König được Hải quân Đế quốc Đức chế tạo trong Chiến tranh Thế giới thứ nhất. Kronprinz được đặt lườn vào ngày tháng 11 năm 1911 và được hạ thủy vào ngày 21 tháng 2 năm 1914. Nó được chính thức đưa ra hoạt động cùng Hạm đội Biển khơi Đức vào ngày 8 tháng 11 năm 1914, chỉ bốn tháng sau khi chiến tranh nổ ra tại Châu Âu. Cái tên Kronprinz (Hoàng thái tử) được đặt để ám chỉ Thái tử Wilhelm, và vào tháng 6 năm 1918, con tàu được đổi tên thành Kronprinz Wilhelm nhằm tôn vinh trực tiếp ông. Chiếc thiết giáp hạm được trang bị mười khẩu pháo SK 30,5 xentimét (12,0 in) L/50 trên năm tháp pháo nòng đôi, và có thể di chuyển với tốc độ tối đa 21 hải lý trên giờ (39 km/h; 24 mph).
Cùng với ba chiếc tàu chị em cùng lớp König, Grosser Kurfürst và Markgraf, Kronprinz đã tham gia hầu hết các hoạt động của hạm đội trong chiến tranh, kể cả trận Jutland vào ngày 31 tháng 5-1 tháng 6 năm 1916. Mặc dù được bố trí gần phía đầu của hàng chiến trận Đức, nó đã thoát ra khỏi trận đánh mà không bị hư hại. Tuy nhiên, nó lại bị tàu ngầm Anh J1 phóng trúng ngư lôi vào ngày 5 tháng 11 năm 1916 trong một chiến dịch ngoài khơi bờ biển Đan Mạch. Sau khi được sửa chữa, nó tham gia Chiến dịch Albion, một cuộc tấn công đổ bộ lên bờ biển Baltic vào tháng 10 năm 1917, nơi nó đối đầu với thiết giáp hạm Nga Tsesarevich, buộc đối thủ phải rút lui.
Sau khi Đức thua trận và phải ký thỏa thuận Đình chiến vào tháng 11 năm 1918, Kronprinz Wilhelm cùng với hầu hết Hạm đội Biển khơi bị lưu giữ tại căn cứ của Hải quân Hoàng gia Anh ở Scapa Flow. Các con tàu bị giải giới và chỉ duy trì một thủy thủ đoàn tối thiểu để bảo trì trong khi diễn ra các cuộc đàm phán hòa bình để dẫn đến Hiệp ước Versailles. Vào ngày 21 tháng 6 năm 1919, Chuẩn Đô đốc Ludwig von Reuter ra lệnh đánh đắm hạm đội trong khi các tàu Anh làm nhiệm vụ canh phòng tiến ra khỏi cảng để tập trận. Kronprinz Wilhelm chìm lúc 13 giờ 15 phút. Không giống như đa số các tàu bị đánh đắm khác, Kronprinz Wilhelm  chưa từng được cho nổi lên; xác tàu đắm của nó hiện vẫn còn nằm dưới đáy vũng biển.

## Thiết kế và chế tạo

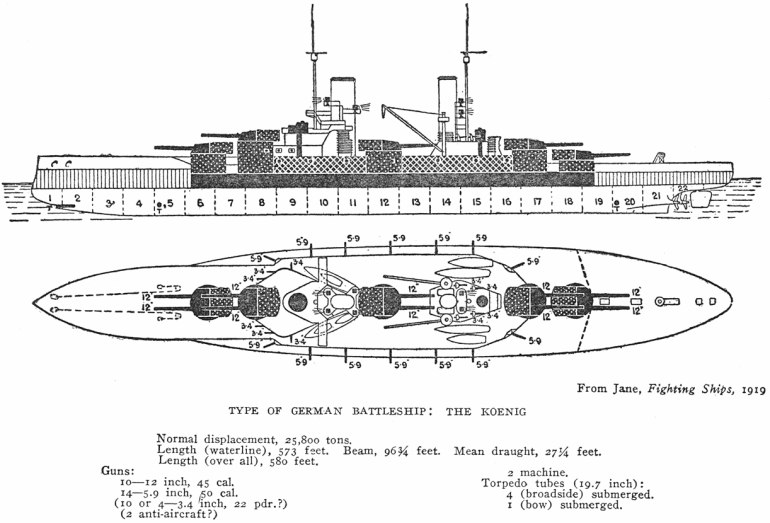
Sơ đồ và mặt cắt của lớp König, như được mô tả trong Jane's Fighting Ships 1919

Kronprinz được đặt hàng dưới cái tên tạm thời Ersatz Brandenburg và được chế tạo tại xưởng tàu của hãng Germaniawerft ở Kiel dưới số hiệu chế tạo 182. Nó được đặt lườn vào tháng 5 năm 1912 và được hạ thủy vào ngày 21 tháng 2 năm 1914. Con tàu được dự định để hoàn thành vào đầu năm 1915, nhưng được thúc đẩy nhanh hơn sau khi Thế Chiến I nổ ra vào giữa năm 1914. Công việc trang bị được hoàn tất vào ngày 8 tháng 11 năm 1914, ngày mà nó được đưa ra hoạt động cùng Hạm đội Biển khơi Đức. Nó đã làm tiêu tốn cho Chính phủ Đế quốc Đức 45 triệu Mác vàng Đức.
Kronprinz có trọng lượng choán nước tiêu chuẩn 25.796 t (28.435 tấn Mỹ) khi chế tạo và lên đến 28.600 t (31.500 tấn Mỹ) khi đầy tải nặng, với chiều dài 175,4 m (575 ft), mạn thuyền rộng 19,5 m (64 ft) và độ sâu của mớn nước là 9,19 m (30,2 ft). Nó được vận hành bởi ba turbine hơi nước Parsons, được cung cấp hơi nước bởi ba nồi hơi đốt dầu và mười hai nồi hơi đốt than, sản sinh ra tổng công suất 43.300 shp (32,3 MW) và đạt được tốc độ tối đa 21 kn (39 km/h).
Nó được trang bị mười khẩu pháo SK 30,5 cm (12,0 in) L/50 bố trí trên năm tháp pháo nòng đôi: hai tháp pháo bắn thượng tầng phía trước và hai phía sau, cùng một tháp pháo thứ năm giữa hai ống khói. Dàn pháo hạng hai bao gồm mười bốn khẩu 15 cm (5,9 in), sáu khẩu 8,8 cm (3,5 in) và năm ống phóng ngư lôi 50 cm (20 in) ngầm, gồm ống một trước mũi và hai ống mỗi bên mạn.

## Lịch sử hoạt động

### Các hoạt động ban đầu
Ngay sau khi đưa ra hoạt động vào tháng 11 năm 1914, Kronprinz gia nhập Hải đội Chiến trận 3 thuộc Hạm đội Biển khơi Đức cùng với ba con tàu chị em cùng lớp. Nó hoàn tất các cuộc chạy thử máy vào ngày 2 tháng 1 năm 1915. Hoạt động có sự tham gia tác chiến lần đầu tiên của Kronprinz là cuộc di chuyển đến Terschelling vào ngày 29-30 tháng 3, tuy nhiên Hạm đội Đức đã không gặp bất kỳ lực lượng đối phương nào. Ba tuần sau, vào ngày 17–18 tháng 4, nó cùng các tàu chị em hỗ trợ cho một chiến dịch rải mìn ngoài khơi Swarte Bank do các tàu tuần dương hạng nhẹ thuộc Đội Tuần tiễu 2 tiến hành. Một cuộc càn quét khác của Hạm đội diễn ra vào ngày 22 tháng 4, rồi hai ngày sau đó Hải đội 3 đi đến biển Baltic cho một lượt thực tập huấn luyện. Vào ngày 8 tháng 5, một vụ nổ đã xảy ra trên khẩu pháo bên phải của tháp pháo giữa. Cuộc thực tập tại Baltic kéo dài cho đến ngày 13 tháng 5, khi Hải đội 3 lên đường quay trở lại Bắc Hải. Một chiến dịch rải mìn khác được Đội Tuần tiễu 2 thực hiện vào ngày 17 tháng 5, cũng dưới sự hỗ trợ của các thiết giáp hạm.
Kronprinz tham gia một hoạt động tiến quân của hạm đội vào Bắc Hải từ ngày 29 đến ngày 31 tháng 5, nhưng nó kết thúc m̀a không có hoạt động tác chiến nào. Con tàu đ̃a hỗ trợ cho một chiến dịch rải mìn vào ngày 11-12 tháng 9 ngoài khơi Texel. Hạm đội thực hiện một cuộc càn quét khác vào Bắc Hải diễn ra trong các ngày 23–24 tháng 10. Nhiều cuộc xuất quân vô sự khác được tiếp nối vào các ngày 5-7 tháng 3, 31 tháng 3 và 2-3 tháng 4.
Kronprinz đã hỗ trợ cho cuộc bắn phá Yarmouth và Lowestoft do các tàu chiến-tuần dương thuộc Đội Tuần tiễu 1 dưới quyền Đô đốc Franz von Hipper tiến hành vào ngày 24 tháng 4 năm 1916. Các tàu chiến-tuần dương rời Jade Estuary lúc 10 giờ 55 giờ Trung Âu (CET), và phần còn lại của Hạm đội Biển khơi tiếp nối lúc 13 giờ 40 phút. Tàu chiến-tuần dương Seydlitz bị hư hại do trúng phải thủy lôi trên đường đi đến mục tiêu trong chiến dịch này, và bị buộc phải rút lui. Các tàu chiến-tuần dương còn lại tiến hành bắn phá Lowestoft mà không bị kháng cự, nhưng đang khi trên đường đi đến Yarmouth, chúng đụng độ với các tàu tuần dương Anh thuộc Lực lượng Harwich. Một cuộc đấu pháo ngắn diễn ra trước khi Lực lượng Harwich rút lui; nhưng những báo cáo về hoạt động của tàu ngầm Anh tại khu vực đã buộc Đội Tuần tiễu 1 phải rút lui. Vào lúc này, Đô đốc Reinhard Scheer nhận được cảnh báo rằng Hạm đội Grand Anh Quốc đã lên đường từ căn cứ của chúng ở Scapa Flow, nên cũng đã rút lui về vùng biển Đức an toàn hơn.

### Trận Jutland

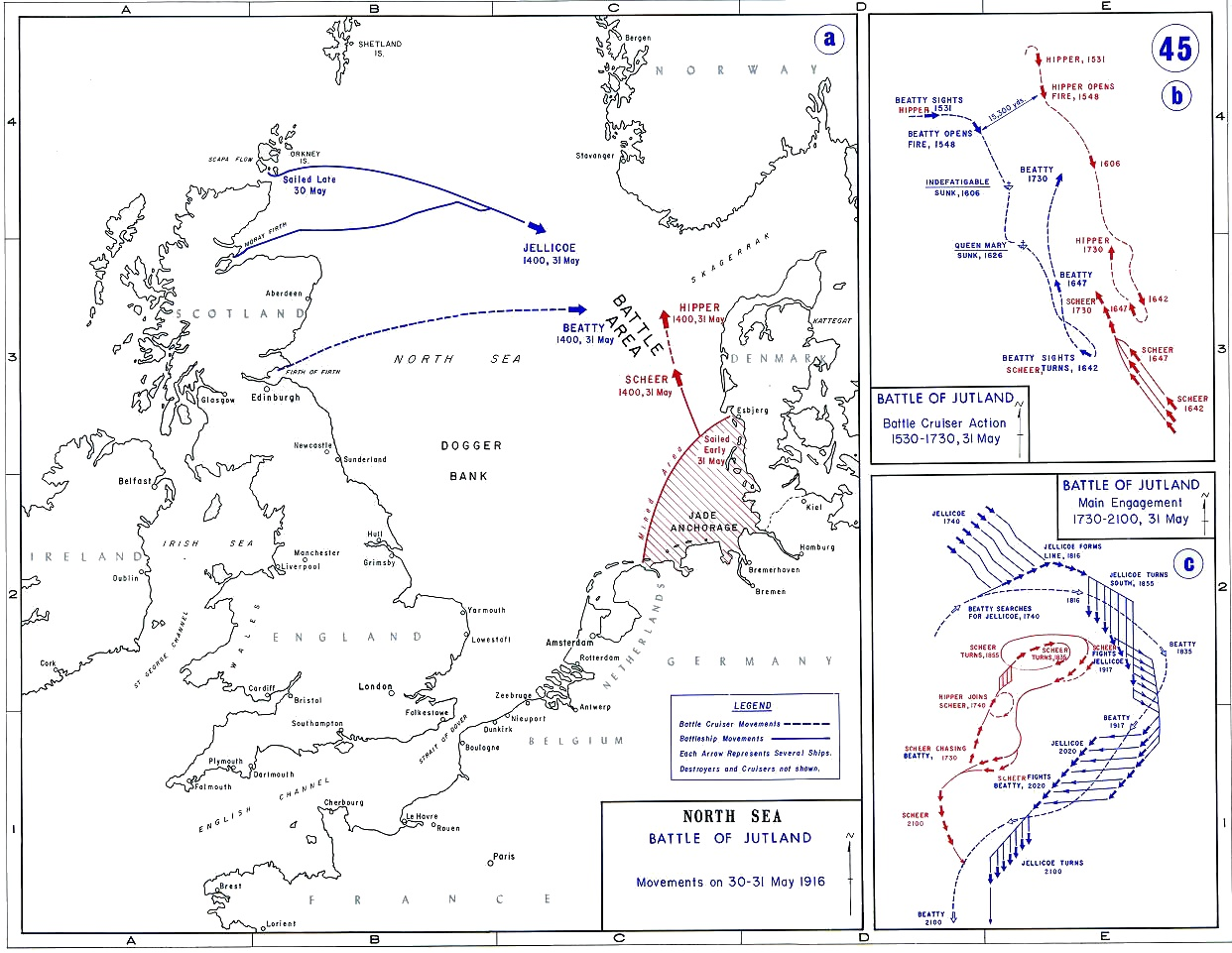
Bản đồ trình bày sự cơ động của hạm đội Anh (xanh) và Đức (đỏ) trong ngày 31 tháng 5–1 tháng 6 năm 1916.

Kronprinz đã có mặt trong hoạt động của hạm đội vốn đã đưa đến trận Jutland vào ngày 31 tháng 5-1 tháng 6 năm 1916. Hoạt động này là một nỗ lực lặp lại các kế hoạch trước đây dự định thu hút một phần Hạm đội Grand để tiêu diệt chúng trước khi phần chủ lực của Hạm đội Anh có thể đáp trả. Kronprinz là chiếc thứ tư trong hàng chiến trận Đức, và là chiếc cuối cùng của Đội 5 trực thuộc Hải đội Chiến trận 3, đi phía sau các con tàu chị em König, Grosser Kurfürst và Markgraf; chúng là đơn vị đi tiên phong của hạm đội, dưới quyền chỉ huy của Chuẩn Đô đốc Paul Behncke, đặt cờ hiệu của mình trên soái hạm König. Ngay phía sau chúng l̀à những chiếc lớp Kaiser thuộc Đội 6 của Hải đội Chiến trận 3, rồi tiếp theo là những chiếc lớp Helgoland và Nassau thuộc Hải đội Chiến trận 2, và sau cùng là các thiết giáp hạm tiền-dreadnought lớp Deutschland lạc hậu thuộc Hải đội Chiến trận 1.
Không lâu trước 16 giờ 00, các tàu chiến-tuần dương thuộc Đội Tuần tiễu 1 đối đầu với Hải đội Tuần chiến-Tuần dương 1 Anh Quốc dưới quyền chỉ huy của Đô đốc David Beatty. Các lực lượng đối địch bắt đầu một cuộc đấu pháo, vốn đã đưa đến việc phá hủy chiếc HMS Indefatigable không lâu sau 17 giờ 00, rồi đến lượt HMS Queen Mary không đầy nữa giờ sau đó. Vào lúc này, các tàu chiến-tuần dương Đức di chuyển về phía Nam nhằm thu hút các tàu chiến Anh về phía lực lượng chủ lực của Hạm đội Biển khơi. Đến 17 giờ 30, thiết giáp hạm Đức dẫn đầu König nhìn thấy cả Đội Tuần tiễu 1 của Đức bên mạn phải và Hải đội Tàu chiến-tuần dương 1 của Anh bên mạn trái. Đến 17 giờ 45 phút, Scheer ra lệnh bẻ lái 2 point (22,5°) sang mạn trái để đưa các con tàu của ông đến gần hơn các tàu chiến-tuần dương Anh. Lệnh khai hỏa được đưa ra chỉ một phút sau đó.
Các tàu chị em với Kronprinz đã khai hỏa nhắm vào các tàu chiến-tuần dương Anh, nhưng bản thân nó chưa tiếp cận đủ tầm bắn hiệu quả. Thay vào đó, nó cùng mười thiết giáp hạm khác nổ súng vào Hải đội Tuần dương nhẹ 2 của Anh. Kronprinz nổ súng vào Dublin từ 17 giờ 51 phút đến 18 giờ 00 ở khoảng cách 17.000–18.600 m (55.800–61.000 ft), rồi chuyển hỏa lực sang chiếc thiết giáp hạm Malaya lúc 18 giờ 08 phút ở khoảng cách 17.000 m (19.000 yd). Kronprinz thoạt tiên bắn bằng loại đạn pháo bán xuyên thép, rồi sau đó chuyển sang loại đạn pháo xuyên thép tiêu chuẩn. Cho đến lúc Malaya vượt ra khỏi tầm bắn hiệu quả 13 phút sau đó, các xạ thủ của Kronprinz báo cáo chỉ bắn trúng Malaya một phát duy nhất; tuy nhiên có nguồn cho rằng đó có thể "là ánh chớp đầu nòng pháo của chính Malaya nhìn qua làn khói và sương mù." Trong thời gian này, nhiều loạt đạn pháo đã vây bọc chung quanh Kronprinz nhưng không phát nào trúng đích. Một lần nữa Kronprinz đi đến tầm bắn hiệu quả đối với Malaya lúc 18 giờ 30 phút, nhưng nó chỉ có thể bắn trong vòng sáu phút trước khi mục tiêu lại lọt ra khỏi tầm bắn.
Không lâu trước 19 giờ 00, nhiều tàu khu trục Anh tìm cách tung ra đợt tấn công bằng ngư lôi nhắm vào những chiếc dẫn đầu hàng chiến trận Đức. Tàu khu trục Onslow phóng một cặp ngư lôi vào Kronprinz ở khoảng cách 7.300 m (24.000 ft), nhưng cả hai đều trượt. Tàu tuần dương Đức Wiesbaden bị đánh hỏng bởi một quả đạn pháo từ chiếc tàu chiến-tuần dương Anh Invincible; Chuẩn Đô đốc Behncke trên chiếc König tìm cách cơ động Hải đội Chiến trận 3 để bảo vệ cho chiếc tàu tuần dương bị bắn trúng. Nhưng cùng lúc đó, các hải đội tuần dương nhẹ 3 và 4 của Anh bắt đầu một cuộc tấn công bằng ngư lôi vào hàng chiến trận Đức; trong khi tiến đến đủ khoảng cách để phóng ngư lôi, chúng tấn công Wiesbaden bằng hỏa lực của dàn pháo chính. Kronprinz và các tàu chị em đã dội hỏa lực vào các tàu tuần dương Anh, nhưng việc chịu đựng hỏa lực pháo hạng nặng của các thiết giáp hạm đối phương không đủ để đánh đuổi các tàu tuần dương Anh. Trong cuộc chiến lộn xộn diễn ra sau đó, tàu tuần dương bọc thép Anh Defence bị đánh trúng nhiều phát đạn pháo hạng nặng từ những chiếc dreadnought Đức; một loạt đạn pháo đã xuyên thủng hầm đạn của con tàu, và với một tiếng nổ lớn, đã làm phá hủy chiếc tàu tuần dương. Chiến công đánh chìm Defence thường được các sử gia dành cho chiếc tàu chiến-tuần dương Lützow, cho dù rất có thể hỏa lực của Kronprinz đã tiêu diệt được nó. Sau khi Defence bị phá hủy, Kronprinz chuyển hỏa lực sang nhắm vào Warrior, chiếc tàu tuần dương Anh bị hư hại nặng và bị buộc phải rút lui khỏi trận chiến. Nó đã không thể quay trở về cảng, và đã bị bỏ lại vào sáng hôm sau.
Khoảng 20 giờ 00, hàng chiến trận Đức được lệnh bẻ lái sang hướng Đông để tách ra khỏi Hạm đội Anh. Markgraf lúc đó đang ở ngay phía trước Kronprinz gặp trục trặc về động cơ nên bị rơi ra khỏi đội hình, rồi quay trở lại vị trí phía sau Kronprinz. Từ 20 giờ 00 đến 20 giờ 30 phút, Kronprinz cùng các thiết giáp hạm khác của Hải đội 3 đối đầu với Hải đội Tuần dương nhẹ 2 của Anh cũng như với các thiết giáp hạm của Hạm đội Grand. Kronprinz tìm cách dò tìm khoảng cách đến mục tiêu qua việc quan sát ánh chớp đạn pháo của Anh, nhưng tầm nhìn kém khiến nó không thể bắt được mục tiêu, nên nó ngừng bắn vào lúc này; bản thân nó bị rung chuyển do nhiều phát đạn pháo bắn suýt trúng vây quanh. Đến 20 giờ 18 phút, Scheer ra lệnh cho hạm đội chuyển hướng lần thứ ba để thoát khỏi hỏa lực chết người của phía Anh; cú cơ động này đã làm đảo lộn thứ tự hạm đội, đặt Kronprinz về phía cuối đội hình hàng chiến trận Đức. Sau khi tách ra thành công khỏi lực lượng Anh, Scheer chỉ thị cho hạm đội tổ chức thành đội hình di chuyển ban đêm, cho dù các sai sót trong việc liên lạc giữa ông trên soái hạm Friedrich der Grosse và chiếc dẫn đầu Westfalen đã gây ra những sự trì hoãn. Hạm đội lập lại được đội hình lúc 23 giờ 30 phút, với Kronprinz là chiếc thứ 14 trong đội hình 24 tàu chiến chủ lực Đức.
Vào khoảng 02 giờ 45 phút ngày 1 tháng 6, nhiều tàu khu trục Anh tung ra một đợt tấn công bằng ngư lôi vào phần nữa sau của hàng chiến trận Đức. Kronprinz phát hiện nhiều tàu khu trục chưa rõ tung tích trong bóng đêm nên thoạt tiên nó ngừng bắn, rồi cùng nhiều thiết giáp hạm khác quay đi nhằm tránh các quả ngư lôi có thể đã được phóng ra. Một quả ngư lôi phóng ra từ tàu khu trục Obedient đã phát nổ ở khoảng 100 yd (91 m) phía sau Kronprinz ngay trên làn sóng nước của nó. Cả Obedient lẫn Faulknor đều báo cáo sai lầm về một phát trúng đích nhắm vào Kronprinz, cho dù nó vô sự bởi những phát suýt trúng. Hỏa lực mạnh của phía Đức đã buộc các tàu khu trục Anh phải rút lui.
Hạm đội Biển khơi Đức xoay xở xuyên thủng qua lực lượng hạng nhẹ Anh mà không thu hút sự chú ý từ những thiết giáp hạm của Jellicoe, cuối cùng về đến Horns Reef lúc 04 giờ 00. Khi về đến Wilhelmshaven, các thiết giáp hạm của Hải đội Chiến trận 1 chiếm lấy những vị trí phòng thủ phía ngoài rìa vũng biển, trong khi Kronprinz, Kaiser, Kaiserin và Prinzregent Luitpold sẵn sàng ở ngay phía lối ra vào cảng Wilhelmshaven. Trong quá trình trận chiến, Markgraf đã bắn tổng cộng 144 quả đạn pháo xuyên thép và bán xuyên thép từ dàn pháo chính, cho dù số lượng chính xác của hai loại này không được ghi nhận. Nó đã không bắn phát nào từ các khẩu 8,8 cm và 15 cm của dàn pháo hạng hai trong suốt trận đánh. Trong số bốn chiếc thuộc lớp König, chỉ có Kronprinz thoát khỏi hư hại trong trận này.

### Các hoạt động tiếp theo
Vào ngày 18 tháng 8 năm 1916, Kronprinz tham gia một chiến dịch bắn phá Sunderland. Đô đốc Scheer tìm cách lặp lại kế hoạch nguyên thủy của ngày 31 tháng 5: hai tàu chiến-tuần dương Đức còn khả năng tác chiến Moltke và Von der Tann, được tăng cường thêm ba thiết giáp hạm, sẽ bắn phá thị trấn ven biển Sunderland nhằm thu hút và tiêu diệt các tàu chiến-tuần dương của Beatty. Phần còn lại của Hạm đội Biển khơi, bao gồm Kronprinz, sẽ theo sau để bảo vệ. Phía Anh đã biết được kế hoạch của Đức và đã cho toàn bộ Hạm đội Grand xuất trận để đối đầu. Đến 14 giờ 35 phút, Scheer được cảnh báo về sự xuất hiện của Hạm đội Grand, và vì không muốn đối đầu với toàn bộ Hạm đội Grand chỉ mười một tuần sau khi trận Jutland kết thúc, nên đã quay mũi lực lượng của mình rút lui trở về các cảng Đức.
Kronprinz tham gia hai hoạt động hạm đội khác: một cuộc xuất quân đến phía Bắc Helgoland vào ngày 16 tháng 7 và một đợt tiến ra Bắc Hải vào ngày 18–20 tháng 10, tất cả đều diễn ra vô sự. Sau đó, cùng phần còn lại của Hải đội 3 được gửi đến biển Baltic cho đợt huấn luyện kéo dài cho đến ngày 2 tháng 11. Khi quay trở về, chúng được lệnh hỗ trợ cho việc thu hồi hai tàu ngầm U-boat bị mắc cạn tại bờ biển Đan Mạch. Trên đường quay trở về vào ngày 5 tháng 11, Kronprinz bị trúng ngư lôi phóng từ tàu ngầm Anh J1 ở gần Horns Reef. Quả ngư lôi đánh trúng con tàu ngay bên dưới tháp pháo trước mũi, khiến khoảng 250 tấn (250 tấn Anh; 280 tấn Mỹ) nước tràn vào trong tàu; tuy nhiên Kronprinz vẫn duy trì được tốc độ và quay trở về cảng. Ngày hôm sau nó được đưa vào ụ tàu của Xưởng tàu Đế chế tại Wilhelmshaven để sửa chữa, vốn kéo dài cho đến ngày 4 tháng 12.
Sau khi gia nhập trở lại Hải đội 3, Kronprinz tham gia đợt huấn luyện hải đội tại Baltic trước khi tiến hành các chuyến tuần tra phòng thủ tại German Bight. Trong một cuộc cơ động huấn luyện vào ngày 5 tháng 3 năm 1917, Kronprinz mắc tai nạn bị con tàu chị em Grosser Kurfürst húc phải tại Heligoland Bight. Vụ va chạm đã khiến con tàu bị tràn nước nhẹ, khoảng 600 t (590 tấn Anh; 660 tấn Mỹ) nước. Nó lại phải vào ụ tàu tại Wilhelmshaven để sửa chữa từ ngày 6 tháng 3 đến ngày 17 tháng 5. Vào ngày 11 tháng 9, được cho tách ra để huấn luyện tại Baltic; sau đó nó được điều động gia nhập một đơn vị đặc biệt cho Chiến dịch Albion.

### Chiến dịch Albion
Vào đầu tháng 9 năm 1917, sau khi Đức chiếm được cảng Riga của Nga, Hải quân Đức quyết định xóa sổ lực lượng Hải quân Nga vốn còn đang trụ lại vịnh Riga. Nhằm mục đích này, Bộ Tổng Tư lệnh Hải quân (Admiralstab) vạch ra một chiến dịch tại quần đảo Moonsund, đặc biệt nhắm vào các khẩu đội pháo Nga trên bán đảo Sworbe thuộc Ösel. Ngày 18 tháng 9, mệnh lệnh được đưa ra cho một chiến dịch phối hợp Lục-Hải quân nhằm chiếm các đảo Ösel và Moon; lực lượng hải quân chủ yếu bao gồm soái hạm Moltke cùng với Hải đội Chiến trận 3 của Hạm đội Biển khơi, gồm có Đội 5 bao gồm bốn chiếc lớp König, vào lúc này được bổ sung thêm chiếc thiết giáp hạm mới Bayern, và Đội 6 bao gồm năm chiếc lớp Kaiser. Cùng với chín tàu tuần dương hạng nhẹ, ba chi hạm đội tàu phóng ngư lôi cùng nhiều tàu rải mìn và tàu quét mìn, toàn bộ lực lượng bao gồm khoảng 300 tàu chiến, được sự hỗ trợ của trên 100 máy bay và sáu khí cầu zeppelin. Lực lượng tấn công gồm khoảng 24.600 sĩ quan và binh sĩ. Đối đầu với lực lượng Đức là các thiết giáp hạm tiền-dreadnought cũ của Nga Slava và Tsarevitch, các tàu tuần dương bọc thép Bayan, Admiral Makarov và Diana, 26 tàu khu trục, nhiều tàu phóng lôi và pháo hạm, cùng một lực lượng đồn trú tại Ösel với khoảng 14.000 người cùng các khẩu đội pháo phòng thủ duyên hải.

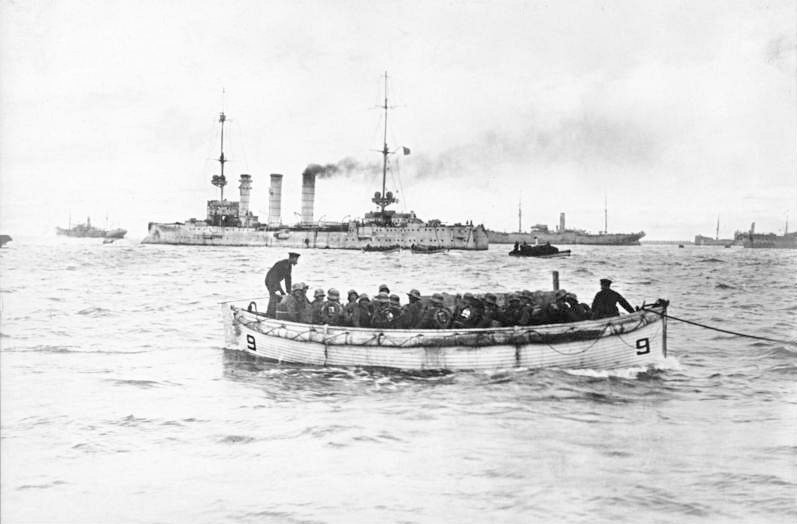
Lực lượng Đức đổ bộ tại Ösel

Chiến dịch bắt đầu vào ngày 12 tháng 10, khi vào lúc 03 giờ 00 König thả neo ngoài khơi Ösel tại vịnh Tagga và cho đổ bộ binh lính; đến 05 giờ 50 phút, König khai hỏa vào các công sự pháo phòng thủ duyên hải của Nga, có sự tham gia của Moltke, Bayern, Kronprinz và những chiếc khác trong lớp König. Cùng lúc đó, những chiếc thuộc lớp Kaiser đối đầu với các khẩu đội trên bán đảo Sworbe; mục tiêu là nhằm bình định eo biển giữa các đảo Moon và Dagö, án ngữ lối thoát duy nhất của các con tàu Nga trong vịnh. Cả Grosser Kurfürst lẫn Bayern đều bị trúng mìn trong lúc cơ động vào vị trí bắn phá; Grosser Kurfürst chỉ bị hư hại nhẹ, nhưng Bayern bị hư hại nặng đến mức phải rút lui về Kiel để sửa chữa. Đến 17 giờ 30 phút, Kronprinz rời khỏi khu vực đi đến Putziger Wiek để được tiếp nhiên liệu; con tàu đi qua eo biển Irben vào ngày 16 tháng 10.
Đến ngày 16 tháng 10, một phần hải đội tấn công được cho tách ra để quét sạch lực lượng hải quân Nga tại eo biển Moon, bao gồm hai thiết giáp hạm tiền-dreadnought. Nhằm mục đích này, König và Kronprinz cùng các tàu tuần dương Strassburg và Kolberg và một số tàu nhỏ được gửi đi đối phó với các thiết giáp hạm Nga. Chúng đến nơi vào sáng ngày 17 tháng 10, nhưng một bãi mìn rộng của Nga đã giữ chân các con tàu phía ngoài vịnh. Một điều bất ngờ xảy ra đối với phía Đức, khi họ nhận ra các khẩu pháo 30,5 cm từ các thiết giáp hạm Nga có tầm bắn xa hơn những khẩu 30,5 cm của chính họ; và người Nga tìm cách giữ khoảng cách đủ rộng để các tàu chiến Đức không thể bắn trả, trong khi vẫn nả pháo hiệu quả vào các đối thủ Đức. Nhiều lúc các con tàu Đức phải thực hiện cơ động lẩn tránh các loạt đạn pháo của Nga. Tuy nhiên, đến 10 giờ 00, các tàu quét mìn đã dọn sạch một lối đi ngang qua bãi mìn, và König cùng Kronprinz tiến vào vịnh. Lúc 10 giờ 15 phút, Kronprinz khai hỏa nhắm vào Tsarevitch và Bayan. Các con tàu Nga bị bắn trúng nhiều lần cho đến 10 giờ 30 phút, khi Đô đốc Mikhail Bakhirev, tư lệnh lực lượng hải quân Nga, ra lệnh cho lực lượng dưới quyền rút lui.
Vào ngày 18 tháng 10, Kronprinz bị mắc cạn nhưng chỉ hư hại nhẹ và không cần phải rút lui để sửa chữa. Đến ngày 20 tháng 10, cuộc chiến trên các hòn đảo đã đi đến hồi kết cuộc; Moon, Ösel, và Dagö dưới quyền kiểm soát của phía Đức. Vào ngày hôm trước, Bộ Tổng Tư lệnh Hải quân ra lệnh ngừng các hoạt động hải quân và rút các chiếc trở lại Hạm đội Biển khơi càng nhanh càng tốt. Vào ngày 26 tháng 10, Kronprinz bị hư hại nghiêm trọng do mắc cạn trong chuyến đi quay trở về Kiel. Nó tìm cách về đến được Kiel vào ngày 2 tháng 11, rồi sau đó đi đến Wilhelmshaven. Việc sửa chữa được thực hiện từ ngày 24 tháng 11 đến ngày 8 tháng 1 năm 1918.
Vào ngày 27 tháng 1 năm 1918, Kaiser Wilhelm II chỉ thị đổi tên con tàu thành Kronprinz Wilhelm nhằm tôn vinh Thái tử William. Con tàu được chính thức đổi tên vào ngày 15 tháng 6 năm 1918, nhân dịp kỷ niệm 30 năm ngày đăng quang của Kaiser. Kronprinz Wilhelm cùng ba con tàu chị em được dự định để tham gia hoạt động cuối cùng của hạm đội vào cuối tháng 10 năm 1918, nhiều ngày trước khi Hiệp định Đình chiến với Đức có hiệu lực. Phần lớn Hạm đội Biển khơi sẽ xuất phát từ căn cứ của chúng ở Wilhelmshaven để đối đầu với Hạm đội Grand của Anh; Reinhard Scheer, lúc này là Đại Đô đốc (Großadmiral) của Hạm đội, dự định gây tổn thất cho Hải quân Anh càng nhiều càng tốt nhằm duy trì một vị thế mặc cả tốt cho việc thương lượng hòa bình của Đức bất chấp tổn thất có thể phải chịu đựng. Tuy nhiên, nhiều người trong số những thủy thủ đã mệt mỏi vì chiến tranh cảm thấy chiến dịch này sẽ ngăn trở tiến trình hòa bình và kéo dài thời hạn chiến tranh. Sáng ngày 29 tháng 10 năm 1918, mệnh lệnh được đưa ra để chuẩn bị khởi hành từ Wilhelmshaven để tập trung lực lượng tại Jade Estuary vào ngày hôm sau. Bắt đầu từ đêm 29 tháng 10, thủy thủ trên chiếc Thüringen và sau đó trên nhiều tàu chiến khác kể cả Kronprinz Wilhelm, làm binh biến. Sự bất ổn cuối cùng đã buộc Hipper và Scheer phải hủy bỏ chiến dịch. Được thông báo về tình hình, Kaiser phát biểu "Tôi không còn có một lực lượng Hải quân nữa".

### Số phận

Bản đồ vị trí các con tàu bị đánh đắm tại Scapa Flow. Kronprinz Wilhelm được đánh dấu với số 5

Sau khi Đức đầu hàng vào tháng 11 năm 1918, hầu hết tàu chiến của Hạm đội Biển khơi, kể cả Kronprinz Wilhelm, bị lưu giữ tại căn cứ hải quân Anh tại Scapa Flow, dưới quyền chỉ huy của Chuẩn Đô đốc Ludwig von Reuter. Trước khi Hạm đội Đức khởi hành, Đô đốc Adolf von Trotha khẳng định lại với von Reuter chỉ thị không được để cho phe Đồng Minh chiếm các con tàu trong bất kỳ tình huống nào. Hạm đội đã gặp gỡ tàu tuần dương hạng nhẹ Anh Cardiff, vốn đã dẫn đầu các con tàu Đức đi đến điểm gặp gỡ hạm đội Đồng Minh, một lực lượng khổng lồ bao gồm 370 tàu chiến của Anh, Mỹ và Pháp, vốn sẽ hộ tống hạm đội Đức đến Scapa Flow. Khi bị lưu giữ trong suốt thời gian diễn ra các cuộc đàm phán hòa bình, mà sau này cuối cùng sẽ dẫn đến Hiệp ước Versailles, các khẩu pháo của chúng bị bất hoạt bằng cách tháo bỏ khóa nòng, và con tàu được bảo trì bởi một thủy thủ đoàn tối thiểu gồm 200 sĩ quan và thủy thủ.
Một bản in của báo The Times cung cấp thông tin cho von Reuter rằng Thỏa thuận Ngừng bắn sẽ hết hiệu lực vào giữa trưa ngày 21 tháng 6 năm 1919, thời hạn cuối cùng mà Đức phải ký vào Hiệp định hòa bình. Đô đốc Von Reuter đưa đến kết luận người Anh sẽ tìm cách chiếm hữu các con tàu Đức sau khi Thỏa thuận Ngừng bắn hết hiệu lực. Không biết rằng thời hạn của thỏa thuận đã được triển hạn đến ngày 23 tháng 6, ông quyết định đánh đắm các con tàu của mình vào cơ hội thuận tiện đầu tiên có được. Sáng ngày 21 tháng 6, Hạm đội Anh rời Scapa Flow tiến hành thực tập huấn luyện; và đến 11 giờ 20 phút Reuter truyền mệnh lệnh này đến các con tàu của mình. Kronprinz Wilhelm chìm lúc 13 giờ 15 phút. Các binh sĩ Anh làm nhiệm vụ canh gác đã nỗ lực ngăn chặn việc đánh đắm các con tàu; trong lúc hoảng loạn binh lính trên một tàu quét mìn gần đó đã nổ súng làm thiệt mạng một thợ đốt lò của Kronprinz Wilhelm. Tổng cộng các binh lính canh gác đã giết chết chín người Đức và làm bị thương 21 người. Số còn lại gồm khoảng 1.860 sĩ quan và thủy thủ bị bắt giam.
Không giống như hầu hết các tàu chiến chủ lực bị đánh đắm khác, Kronprinz Wilhelm không bao giờ được cho nổi lên. Nó cùng các tàu chị em bị đánh đắm ở vùng nước sâu hơn các con tàu khác, khiến cho các nỗ lực trục vớt chúng khó khăn hơn. Việc Chiến tranh Thế giới thứ hai nổ ra vào năm 1939 đã làm gián đoạn mọi công việc trục vớt, và sau chiến tranh người ta xác định việc trục vớt các xác tàu ở sâu hơn không còn ý nghĩa thực tiễn về phương diện tài chính. Quyền trục vớt xác đắm của các con tàu trong tương lai đã được bán cho Anh vào năm 1962. Độ sâu mà các con tàu bị chìm đã bao bọc chúng khỏi các bụi phóng xạ còn lại trong khí quyển sau các vụ bắn thử nghiệm vũ khí nguyên tử. Vì vậy, Kronprinz Wilhelm cùng các con tàu chị em trở thành một trong những địa điểm có thể đến được hiếm hoi cung cấp nguồn thép không bị nhiễm phóng xạ, vốn thỉnh thoảng được tháo dỡ để sử dụng trong các dụng cụ khoa học. Kronprinz Wilhelm cùng các con tàu khác dưới đáy Scapa Flow là một địa điểm lặn phổ biến, và được bảo vệ bởi luật ngăn chặn thợ lặn thu hồi các vật dụng của xác tàu đắm.